# Hannes Lichte
Hannes Lichte (Braunschweig, 23 de outubro de 1944) é um físico alemão. Trabalha com óptica eletrônica.

## Vida
Lichte estudou física na Universidade de Kiel e na Universidade de Tübingen, onde obteve em 1977 um doutorado sob orientação de Gottfried Möllenstedt, com a tese Ein Auflicht-Interferenzmikroskop für Elektronenwellen, onde também obteve a habilitação em 1987.
Em 1989 tornou-se professor da Universidade de Tübingen, seguindo em 1994 para a Universidade Técnica de Dresden.

## Trabalho
Lichte desenvolveu em sua tese a holografia eletrônica em microscópio eletrônico de transmissão.
Recebeu em 1977 o Prêmio Helmholtz, em 1987 o Prêmio Carus e o Prêmio Körber de Ciência Europeia (com Möllenstedt, Karl-Heinz Herrmann, Friedrich Lenz). É membro da Academia Leopoldina. Em 2012 foi indicado membro honorário da Deutsche Gesellschaft für Elektronenmikroskopie.

## Obras selecionadas
- com Michael Lehmann: Electron holography – basics and applications, Reports on Progress in Physics, Band 71, 2008, Nr.1.
- com Heinz Niedrig: Materiewellen, Elektronenoptik, in Bergmann, Schaefer Lehrbuch der Experimentalphysik, Band 3 (Optik), 9. Auflage, De Gruyter 1993.